# Ragnar Klange
Ragnar Klange (8 de octubre de 1893-6 de diciembre de 1976) fue un actor y director teatral de nacionalidad sueca.

## Biografía
Nacido en Estocolmo, Suecia, su nombre completo era Ragnar Georg Andersson. Klange debutó en la escena en 1911 en Uppsala, actuando posteriormente en provincias con diferentes compañías teatrales. En 1917 ingresó en el Folkets hus teater de Estocolmo, siendo su director desde 1932 hasta la desaparición del teatro en 1949. Klange produjo numerosos espectáculos de revistas, todas ellas con la palabra Folket en su título. Desde 1935 hasta 1963 también representó espectáculos en lugares como parques públicos. Además de su actividad teatral, Klange actuó también en una veintena de producciones cinematográficas.
Ragnar Klange falleció en Estocolmo, Suecia, en 1976. Fue enterrado en el Cementerio Skogskyrkogården de Estocolmo.

## Teatro

### Actuaciones
- 1925 : En piga bland pigor, de Ernst Fastbom, escenografía de Axel Hultman, Vanadislundens friluftsteater[3]
- 1925 : Öregrund-Östhammar, de Selfrid Kinmansson, escenografía de Axel Hultman, Vanadislundens friluftsteater[4]
- 1926 : Den däringa Dagmar, de Ove Ansteinsson, Tantolundens friluftsteater[5]
- 1928 : Yon Yonson, de Algot Sandberg, escenografía de Ernst Fastbom, Folkets hus teater[6]
- 1930 : Nyckelromanen, de Ragnar Josephson, escenografía de Erik Berglund, Oscarsteatern[7]
- 1933 : Skärgårdsflirt, de Gideon Wahlberg, escenografía de Ragnar Klange, Folkets hus teater[8]

### Revistas en las que trabajó Klange
- 1933 : Folkets gröna ängar
- 1934/1935 : Folkets palett
- 1936 : Heja Folket
- 1936/1937 : Folket i bild
- 1938 : Folket av idag
- 1940 : Folket de' ä' vi de'
- 1940/1941 : Hatten av för Folket
- 1943 : Folkets hushåll
- 1944 : Folket i spegeln
- 1945 : Folkets husarer
- 1953 : Folkets speldosa
- 1954 : Folkets rundtur
- 1955 : Folkets parkering
- 1957 : Folkets underbara resa
- 1959 : Fortfarande folket
- 1960 : Folkets silverbröllop
- 1961 : Folkets melodi
- 1962 : Folkets sommarnöje
- 1963 : Här kommer folket

## Filmografía
- 1919 : Ingmarssönerna
- 1923 : En rackarunge
- 1930 : Trollbunden
- 1931 : Falska miljonären
- 1950 : Esto no puede ocurrir aquí
- 1951 : Poker
- 1951 : 91 Karlssons bravader
- 1952 : Flottare med färg
- 1952 : Trots
- 1952 : Säg det med blommor
- 1952 : Flyg-Bom
- 1953 : Dumbom
- 1953 : Dansa min docka
- 1953 : Kungen av Dalarna
- 1953 : Åsa-Nisse på semester
- 1954 : Brudar och bollar eller Snurren i Neapel
- 1955 : Hoppsan!
- 1955 : Blå himmel
- 1955 : Stampen
- 1955 : Våld
- 1956 : Vi vill, vi kan, vi skall
- 1958 : Jazzgossen
- 1959 : Brott i paradiset
- 1959 : Bara en kypare
- 1960 : På en bänk i en park
- 1963 : Tre dar i buren